# روکو تراولا
روکو تراولا (انگلیسی: Rocco Travella؛ زادهٔ ۳۰ ژوئن ۱۹۶۷) دوچرخه‌سوار اهل سوئیس است.